# قرقفنة
القَرْقَفَنَّةُ أو الكُحَيْحِيلَةُ أو هازج البساتين (الاسم العلمي: Sylvia borin) (بالإنجليزية: Garden Warbler)‏، هو نوع عصافير ينتمي إلى فصيلة الدُّخَّلِيَّة.